# Turismo in Siria

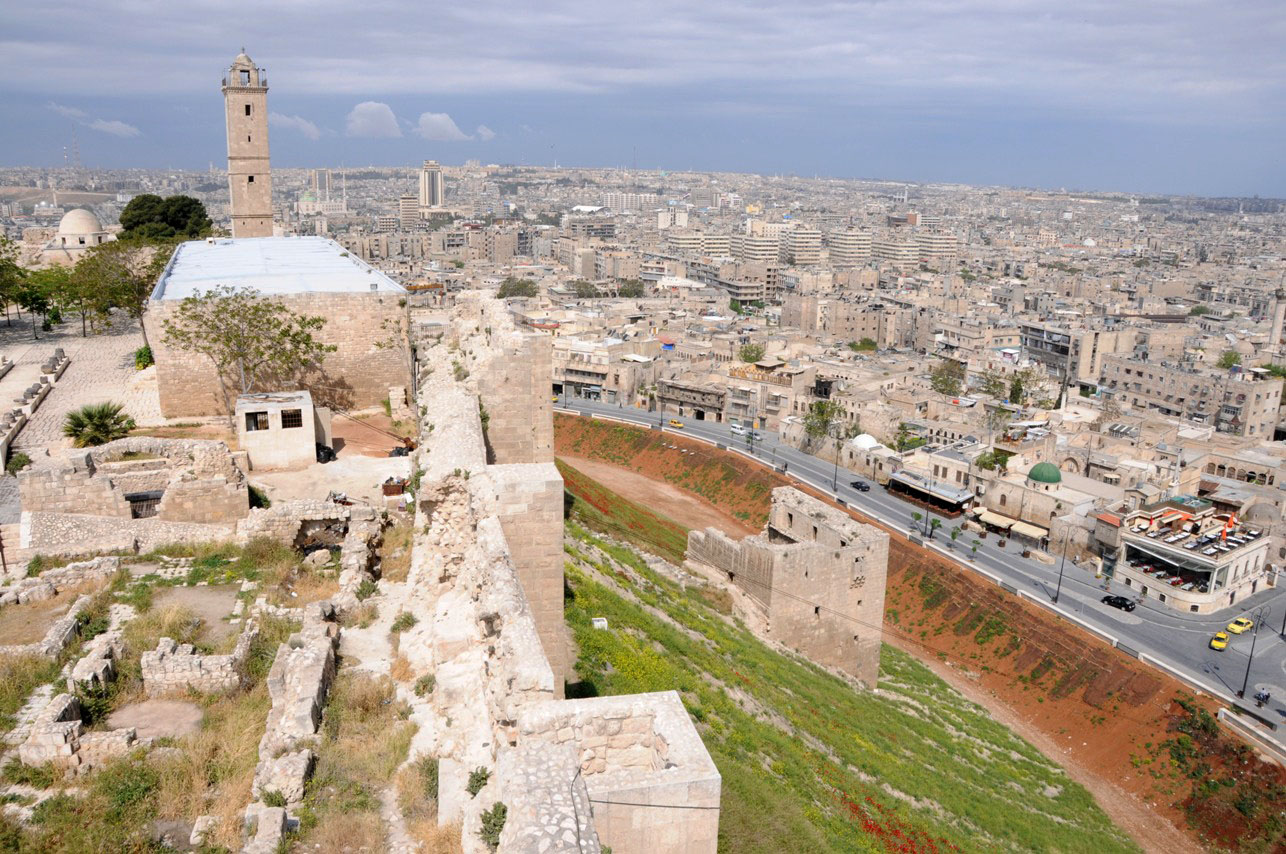
Panorama della vecchia e della nuova Aleppo.

Il turismo in Siria si è notevolmente ridotto a partire dallo scoppio della guerra civile siriana (2011-2019) e con la crisi dei rifugiati ad essa associata, nonostante abbia alcune delle città più antiche dell'Asia occidentale, come Damasco e la città vecchia di Aleppo (patrimonio dell'umanità dell'UNESCO).
Molte delle ex attrazioni turistiche sono state irrimediabilmente distrutte dai bombardamenti; i voli, da parte di tutte le principali compagnie aeree, sono stati sospesi a tempo indeterminato e molti grandi alberghi hanno chiuso. Si stima già che saranno necessari notevoli investimenti per poter rilanciare l'industria del turismo all'interno del paese.

## Panoramica

### Prima della crisi del 2011
Nel 2010, il turismo era notevolmente aumentato rispetto all'anno precedente. Secondo il Ministero del Turismo nel gennaio 2011, circa 6 milioni di turisti stranieri avevano visitato la Siria nel 2009; per il 2010 il dato era di 8,5 milioni di visite, con un aumento di oltre il 40%. Le entrate del turismo erano state stimate a 30,8 miliardi di sterline siriane (8,4 miliardi di dollari) nel 2010, il 14% dell'intera economia del Paese. I rapporti nel 2012 provenienti dallo stesso ministero siriano avevano calcolato per il 2010 le entrate dell'industria turistica a 6.5 miliardi di dollari, pari al 12% del prodotto interno lordo con l'11% dell'intera forza lavoro della nazione occupata nel settore.

### Dopo il 2011
Dall'inizio della guerra civile siriana nel marzo 2011, il turismo è diminuito vertiginosamente; secondo i rapporti ufficiali, le camere d'albergo per i turisti stranieri sono state occupate dai rifugiati. Nel primo trimestre del 2012, le entrate del turismo erano state di circa 12,8 miliardi di sterline siriane (178 milioni di dollari), rispetto ai 52 miliardi del primo trimestre del 2011, e il numero di turisti stranieri è diminuito di oltre il 76% nel primo trimestre 2012. L'occupazione nel settore del turismo è scesa di "quasi due terzi" in quel periodo. 
Secondo i dati dell'UNESCO, cinque dei sei siti patrimonio mondiale della Siria sono stati colpiti più o meno gravemente dalla guerra civile. Nel 2012, la Siria ha inviato una lettera/rapporto alle Nazioni Unite che descrive il declino della sua industria turistica, notando che il tasso di occupazione negli hotel del paese era precipitato dal 90% al 15% nel confronto 2011-2012.
A partire dal 2013, il fatturato complessivo del turismo siriano era diminuito del 94%, con Aleppo tra i siti turistico-archeologici più colpiti, e il Ministro del Turismo ha dichiarato, alla fine di settembre del 2013, che 289 mete turistiche erano state danneggiati dal conflitto dal 2011 in poi.

## Attrazioni

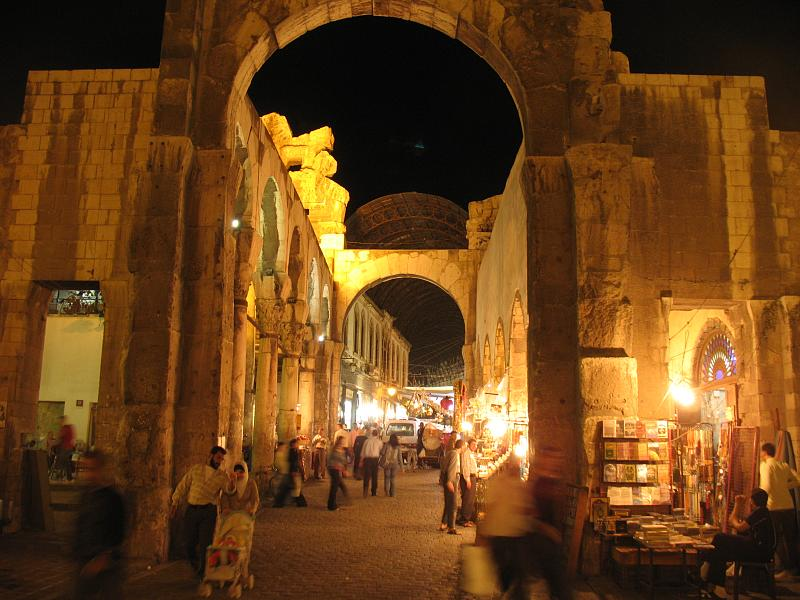
Il tempio di Giove a Damasco di notte.

### Siti UNESCO
La città antica di Aleppo, le antiche città di Bosra e Damasco, le "Città dimenticate" o Antichi villaggi della Siria settentrionale, Krak dei Cavalieri, Qal'at Salah El-Din (la Cittadella del Saladino) e l'antica Palmira sono i sei siti UNESCO Patrimonio dell'umanità presenti nel paese. Dodici altri siti presentati all'UNESCO sono inserito in un elenco provvisorio dell'organizzazione: Noréas de Hama , Ugarit (Tell Shamra), Ebla (Tell Mardikh), Mari (città antica) (Tell Hariri), Dura Europos, Apamea (Afamia), Qasr al-Hayr al-Sharqi, Ma'lula, Tartus, l'île d'Arados/Arwad e due siti della valle dell'Eufrate.

### Turismo di guerra
Il conflitto siriano si è rivelato per attirare i cercatori d'avventura estrema.
Secondo il colonnello Kobi Marom delle Forze di difesa israeliane, che guida un tour della zona di guerra attraverso il confine con Israele, i turisti sono interessati a vedere il conflitto e s'emozionano quando vengono a sapere che essi sono probabilmente in quel momento osservati da militanti di Al-Qaeda.